# Ephemerella notata
Ephemerella notata is een haft uit de familie Ephemerellidae. De wetenschappelijke naam van de soort is voor het eerst geldig gepubliceerd in 1887 door Eaton.
De soort komt voor in het Palearctisch gebied.